# CoMix (album)
CoMix – album wokalistki Natalii Kukulskiej oraz instrumentalisty Michała Dąbrówki. Wydawnictwo ukazało się 18 maja 2010 nakładem wytwórni muzycznej EMI Music Poland. 
26 kwietnia 2010 na antenie Radia Zet odbyła się premiera singla pt. "To jest komiks" promującego płytę Dąbrówki i Kukulskiej. 4 maja artystka udostępniła na profilu MySpace sześć utworów do odsłuchania za darmo w formie digital stream. 
Natomiast 18 maja w dniu premiery albumu wokalistka wraz z mężem wystąpiła w programie Pytanie na śniadanie emitowanym na antenie stacji telewizyjnej TVP2. Podczas emisji został wyemitowany po raz pierwszy teledysk do utworu "To jest komiks" w reżyserii Bartka Prokopowicza. Obraz wyprodukowała Magdalena Prokopowicz, zdjęcia wykonał Jeremi Prokopowicz. Z kolei stylizacje, makijaż oraz fryzury wykonali odpowiednio Sławomir Blaszewski, Iza Wójcik i Marcin Patalon.
W lipcu 2010 pochodząca z płyty kompozycja "To jest komiks" została nominowana do nagrody Superjedynki w kategorii "Przebój Roku".

## Lista utworów
Opracowano na podstawie materiału źródłowego.
1. "Black & White" – 3:47
2. "To jest komiks" – 3:42
3. "Love Is Salvation" – 3:48
4. "Wierzę w nas" – 4:59
5. "Funk With U" (feat. Nick Sinckler) – 3:23
6. "Emergency" – 4:50
7. "Coś więcej" – 4:35
8. "Part Of It" – 5:10
9. "Niewidzialna" – 3:47
10. "Będzie jak ma być" – 4:54

## Twórcy
Opracowano na podstawie materiału źródłowego.
- Natalia Kukulska – wokal prowadzący, produkcja muzyczna, muzyka, słowa
- Michał Dąbrówka – instrumenty klawiszowe, perkusja, programowanie instrumentów, produkcja muzyczna, muzyka, realizacja dźwięku
- Adam Sztaba – aranżacje smyczków
- Marek Piotrowski – miksowanie
- Polska Orkiestra Radiowa – realizacja partii smyczkowych

## Listy sprzedaży
| Lista | Kraj   | Pozycja |
| ----- | ------ | ------- |
| OLiS  | Polska | 34      |